# Guazze

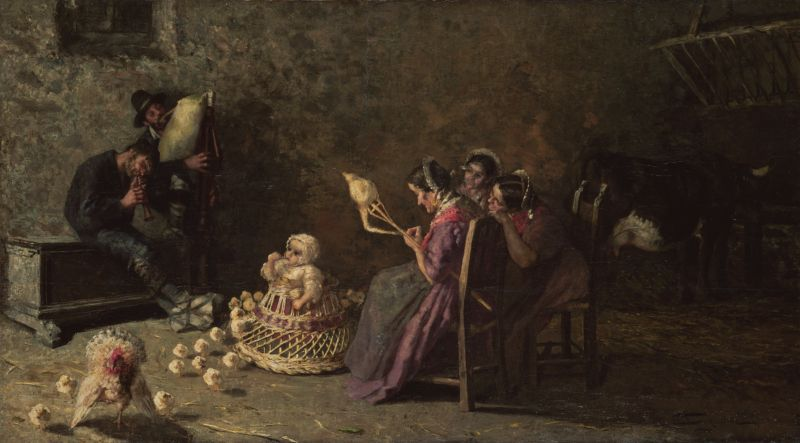
Donne brianzole con le guazze in un quadro di Segantini 1883

Guazze (guazz in lingua lombarda da coazza, chioma intrecciata) è il nome, usato in Brianza, per indicare l'acconciatura femminile popolare in uso tra il XVII e XIX secolo. Talvolta viene anche chiamata raggiera a causa della sua forma. Consiste in una serie di spilloni disposti a raggiera che bloccano le trecce, trasformando un modo di acconciare i capelli in un appariscente complemento d'abbigliamento. L'insieme di capelli e spadine prendeva localmente anche i nomi di giron, speronada o sperada se caratterizzata da elementi sottili, oppure coo d'argent con elementi larghi.

## Storia

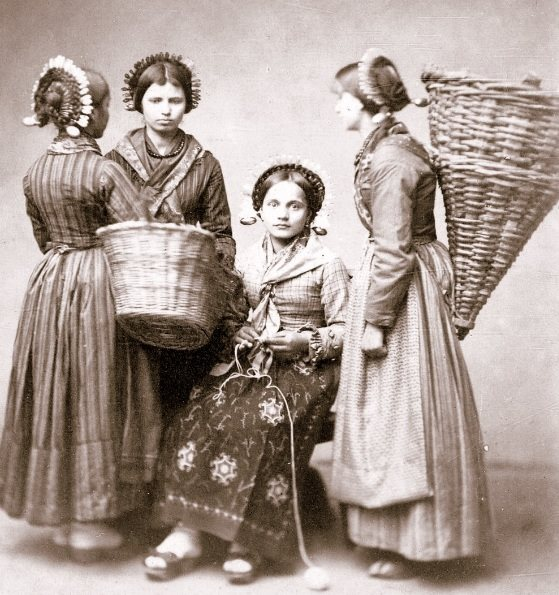
Abiti brianzoli fine sec XIX

La prima apparizione delle guazze risale al 1620 in una stampa, che rappresenta la parte settentrionale del Ducato di Milano, dove una figuretta ornamentale porta una raggiera composta di spilloni.
Diffusa nella fascia pedemontana lombarda, nel Lecchese un esemplare viene donato alla Madonna del Rosario della Collegiata di Lecco nel 1684. Un esemplare antico si può ammirare al Civico museo manzoniano al Caleotto a Lecco.

## Struttura
Gli elementi principali sono due:
- spadinn ("spadine"), piccoli spilloni a testa piatta, realizzati con molte varianti e decorazioni: cugiarett ("cucchiaini") o spazzaoregg ("spazzaorecchie") se terminanti a paletta concava; da 24 a 27 a Lecco, tra 30 e 40 nel varesotto a metà ottocento, con ancor più elementi nel settecento.
- sponton ("spuntone") o guggion ("agone", "spillone"), una sbarretta completata da due capocchie chiamate cugiar ("cucchiai"), oeuv ("uova"), ball ("palle"); nella forma più semplice sfere ovali dalla superficie liscia, in quelle più elaborate variamente sagomate e finemente decorate. Di solito venivano regalate dai genitori o dalla famiglia al momento dello sviluppo o della Prima comunione.[2]

A volte correlati da una coppia di spadine più grandi, con eventuali pendagli, da posizionare sotto lo sponton e una maggiore da mettere al centro della raggiera.

## Funzionamento
I capelli venivano raccolti in due trecce ai lati del capo, le trecce arrotolate insieme a formare un cerchio sulla nuca e successivamente bloccate inserendo lo sponton alla base, circa all'attaccatura dei capelli all'altezza dei lobi delle orecchie. Le spadine inserite a raggiera completavano l'acconciatura che doveva sporgere appena dal profilo del capo mentre gli spontoni erano ben visibili ai lati del volto.

## Lucia Mondella

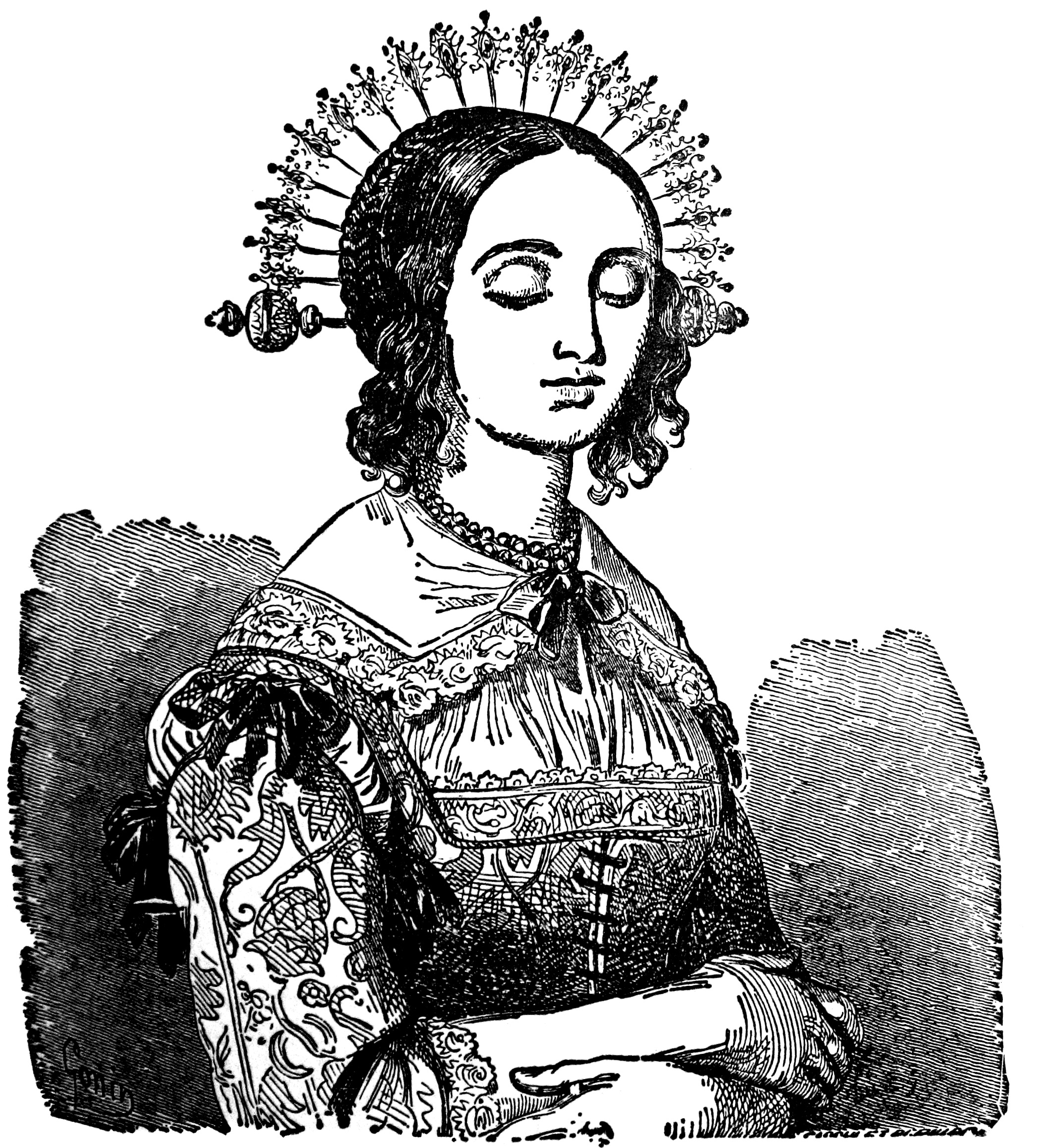
Lucia con le guazze in testa

Le guazze sono conosciute al di fuori dell'ambito folcloristico lecchese, dove sono parte del costume tradizionale femminile, per essere l'ornamento portato da Lucia Mondella nei I promessi sposi, accuratamente descritto da Alessandro Manzoni nel secondo capitolo con queste parole:
e visibili con precisa ricostruzione in illustrazioni, e nelle molte trasposizioni cinematografiche e televisive:
- I promessi sposi (1908)
- I promessi sposi (1913)
- I promessi sposi (1923)
- I promessi sposi (1941)
- I promessi sposi (1964)
- I promessi sposi (miniserie televisiva 1967)
- I promessi sposi (miniserie televisiva 1989)
- Renzo e Lucia